# Kiesgrube Aitrach (Naturschutzgebiet)
Das Gebiet Kiesgrube Aitrach ist ein mit Verordnung vom 17. Oktober 2007 des Regierungspräsidiums Tübingen ausgewiesenes Naturschutzgebiet (NSG-Nummer 4.318) im Gebiet der baden-württembergischen Gemeinde Aitrach im Landkreis Ravensburg in Deutschland.

## Lage
Das rund 13,4 Hektar große Naturschutzgebiet Kiesgrube Aitrach befindet sich naturräumlich zwischen dem Unteren Illertal (Naturraum 44) und zwischen den Riss-Aitrach-Platten (Naturraum 41) (genau 41.3 Schotterrinnen und Altmoränenplatten im Umland der Adelegg). Diese Naturräume gehören zur Donau-Iller-Lech-Platte. Das Naturschutzgebiet liegt südwestlich der Wohnbebauung und der Turn- und Festhalle auf einer Höhe von 591 bis 610 m ü. NN.

## Geologie, Hydrologie und Klima
Der Untergrund des Geländes besteht aus oberer Süßwassermolasse (OSM). In diese OSM hat der Fluss Aitrach zwischen der Riss- und der Würmeiszeit einen ca. 90 Meter tiefen Canyon gegraben. Während der Würmeiszeit erodierten die Ränder des Canyons und füllten diesen ca. 30 m hoch auf. Die Schmelzwässer des östlichen Rheingletschers, die von Südwesten heranflossen, ergänzt durch die Schmelzwässer des Illergletschers schotterten diesen Canyon und das gesamte Gelände auf. Dieser aufgeschotterte Canyon (Tiefe-Aitrach-Rinne) ist ein hervorragender Grundwasserleiter, in dem der zweitgrößte Grundwasserstrom Baden-Württembergs fließt. Im Rahmen des Kiesabbaus wurde dieser Grundwasserleiter an zwei Stellen freigelegt, wodurch zwei Baggerseen mit ca. 2,5 und 2 ha Fläche entstanden sind. Die Fließgeschwindigkeit des Grundwasserstroms beträgt 20 bis 30 m pro Tag. Durch den ständigen Wasseraustausch gehören diese Seen im Sommer zu den kältesten und im Winter zu den wärmsten Seen Baden-Württembergs.
Die mittlere Jahreslufttemperatur beträgt 7 °C, die durchschnittliche Temperatur in der Vegetationsperiode bei ca. 14 – 15 °C. In Abhängigkeit von Hangneigung, Exposition, Vegetation, Beschaffenheit des Untergrunds sowie sonstiger Topographie weicht das Kleinklima innerhalb des Naturschutzgebietes erheblich von den Durchschnittswerten ab.

## Erscheinungsbild
Die steilen Wände der Kiesgrube sind bewaldet. Im östlichen Teil der Kiesgrube befinden sich zwei bis zu 12 m tiefe große Baggerseen (2,5 bzw. 2 ha Wasserfläche), die vom Grundwasser durchströmt werden und daher auch in strengen Wintern weitgehend eisfrei bleiben.
Im mittleren Teil der Kiesgrube befindet sich eine Rohkiesfläche, die inzwischen weitgehend mit Weiden besiedelt wurde.
Im westlichen Teil der Kiesgrube befindet sich ein Sekundär-Urwald mit einem sehr hohen Anteil an Biotopholz.
Innerhalb des Schutzgebietes zwischen Kiesgrube und Eisenbahnlinie schließt sich eine weitere Rohbodenfläche an.
Das ehemalige Kiesabbaugebiet im Norden und Westen durch einen Eichen-Hainbuchen-Hangwald, der auf einer Niederterrassen-Erosionskante liegt, eingerahmt.

## Schutzzweck
Schutz der unbeeinflussten eigendynamischen Entwicklung auf einem Großteil der Fläche, insbesondere im Bereich der Seen sowie östlich und nördlich davon.
Erhaltung der vom Grundwasser gespeisten Baggerseen als Lebensraum gefährdeter Pflanzenarten und als Lebensraum gefährdeter Tierarten.
Erhalt der nordostexponierten, mit Eichen-Hainbuchenwald bestockten Niederterrassen-Erosionskante als Beispiel einer besonderen geomorphologischen Erscheinungsform, die das Landschaftsbild prägt und ein erdgeschichtliches Dokument darstellt.
Erhalt des vielfältigen Sekundär- und Ersatzbiotops in seiner Gesamtheit als Trittstein zwischen Aitrach und Iller.
Sicherung der im Gebiet vorkommenden Lebensraumtypen kalkreiche, nährstoffarme Stillgewässer mit Armleuchteralgen.
Im Jahr 1997 wurden 259 Arten der höheren Pflanzen erfasst, darunter 4 in Baden-Württemberg gefährdete und 11 als schonungsbedürftig geltende Arten. Bei avifaunischen Kartierungen wurden 57 Vogelarten beobachtet, wobei 18 davon auf der Roten Liste Baden-Württemberg stehen.
Besondere Bedeutung hat das Gebiet für den Prozessschutz, was nur in sehr wenigen Fällen als Schutzzweck angegeben wird.

## Gefährdung
Bei der Planung des Naturschutzgebietes 1997 wurde von einer Fläche von 24,2 ha ausgegangen. Das ausgewiesene NSG hat jedoch nur eine Fläche von 13,4 ha. Auf einem Teil wurde ein Sport- und Freizeitgelände mit Fußballplatz, Tribüne, Minispielfeld, Beachvolleyballplatz, Kinderspielplatz und Parkplatz errichtet. Dieser Teil ist unwiederbringlich verloren. Die Düngung des Fußballplatzes führt zu einer Eutrophierung einer ehemals (1997) wertvollen ca. 150 m² großen Feinschlammfläche mit intensivem Orchideenvorkommen (ca. 30 blühende Exemplare Dactylorhiza incarnata und ca. 65 Exemplare Epipactis palustris). Diese sind inzwischen an dieser Stelle weitgehend verschwunden.
Das Naturschutzgebiet endet unmittelbar am Südufer des südlichen Baggersees. Der südliche Hang der Kiesgrube wurde nicht in das NSG einbezogen, weil in diesem Gebiet die Trasse für den Neubau der Landesstraße 314 geplant ist. Der Bau dieser Trasse bzw. Straße würde das Naturschutzgebiet massiv beeinträchtigen.
Die Freizeitnutzung (Badebetrieb, Lagerfeuer, Motorroller) – trotz Verbot – wirkt sich negativ auf das Brutverhalten zahlreicher Vogelarten aus. Eine Brutvogelerfassung des NABU Aitrach ergab, dass 2011 gegenüber 1997 kein Brutvorkommen bei folgenden Vogelarten vorlag: Reiherente, Grauspecht, Grünspecht, Heckenbraunelle, Sumpfrohrsänger, Gelbspötter, Klappergrasmücke, Dorngrasmücke, Gartengrasmücke, Neuntöter, Kernbeiser, Tannenhäher.
An den gut zugänglichen Plätzen im NSG wurde das rosmarinblättrige Weidenröschen ausgegraben. Dafür haben sich einzelne Exemplare auf dem Parkplatz angesiedelt.

## Entwicklungspotential
Hinter dem östlichen Hang des Naturschutzgebietes, entsteht bis 2016 ein neuer, ca. 4 ha großer Baggersee, der teilweise der Freizeitnutzung (Badebetrieb) und teilweise dem Naturschutz dienen soll. Dadurch kann einerseits der Freizeitdruck vom Naturschutzgebiet umgelenkt werden, andererseits entstehen wieder neue Rohbodenflächen, wogegen im Naturschutzgebiet die Rohbodenflächen durch die permanente Sukzession verschwinden.
Durch den Kiesabbau im benachbarten Gebiet werden Sandlinsen freigelegt. In diesen legen Uferschwalben, deren Kolonie 2013 über 100 Brutpaare betrug, neue Brutröhren an.

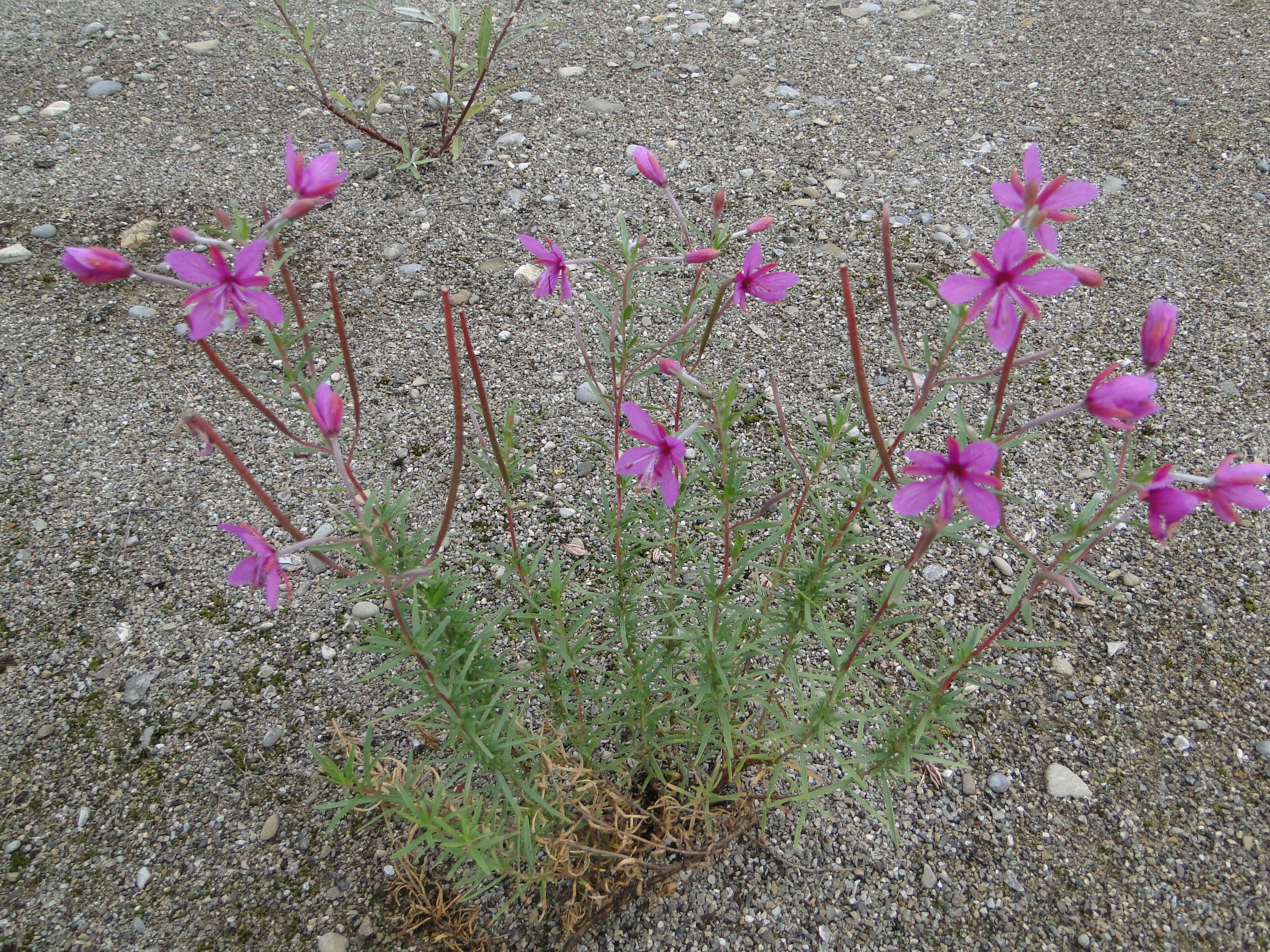
Rosmarin-Weidenröschen

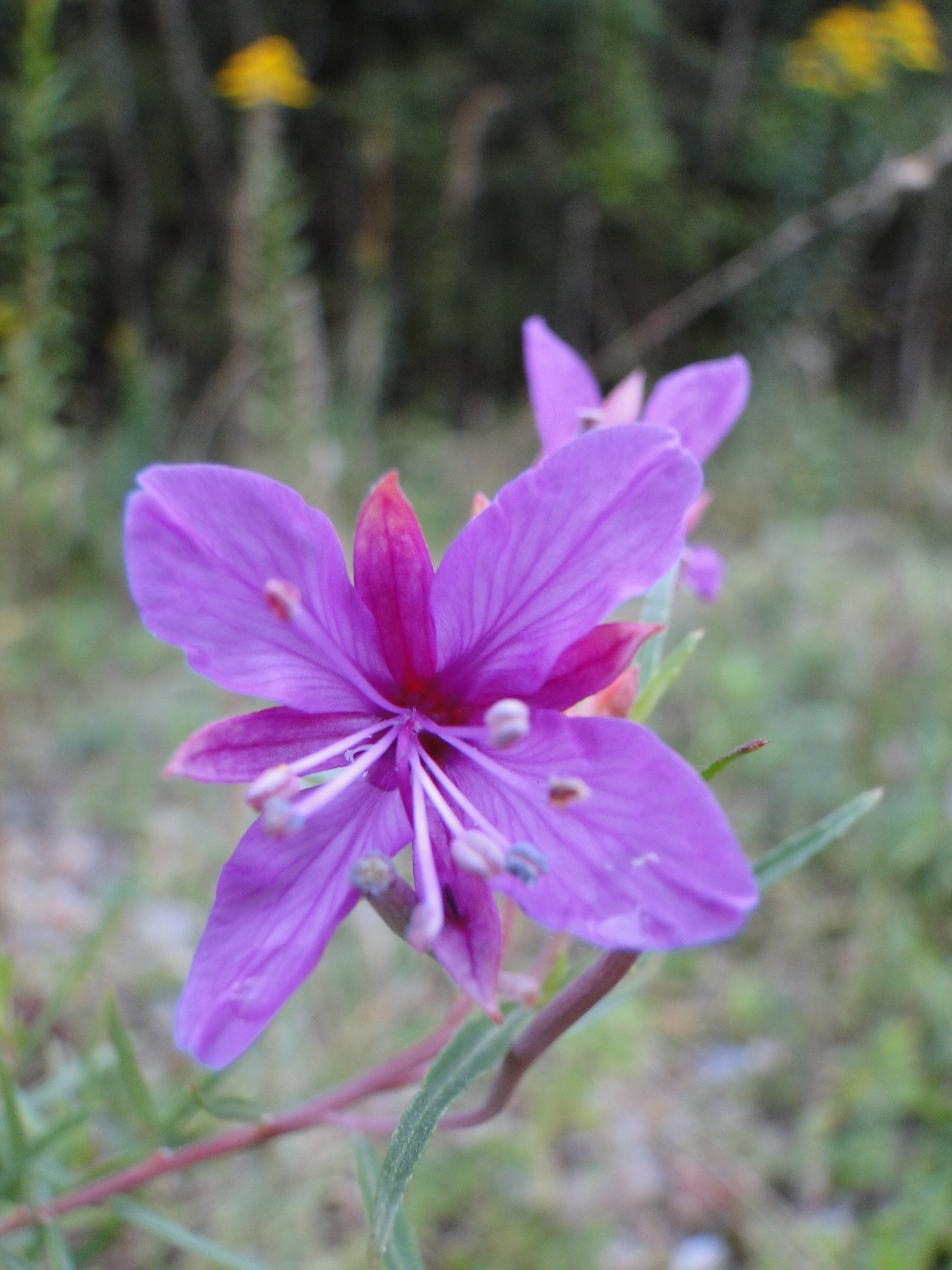
Rosmarin-Weidenröschen

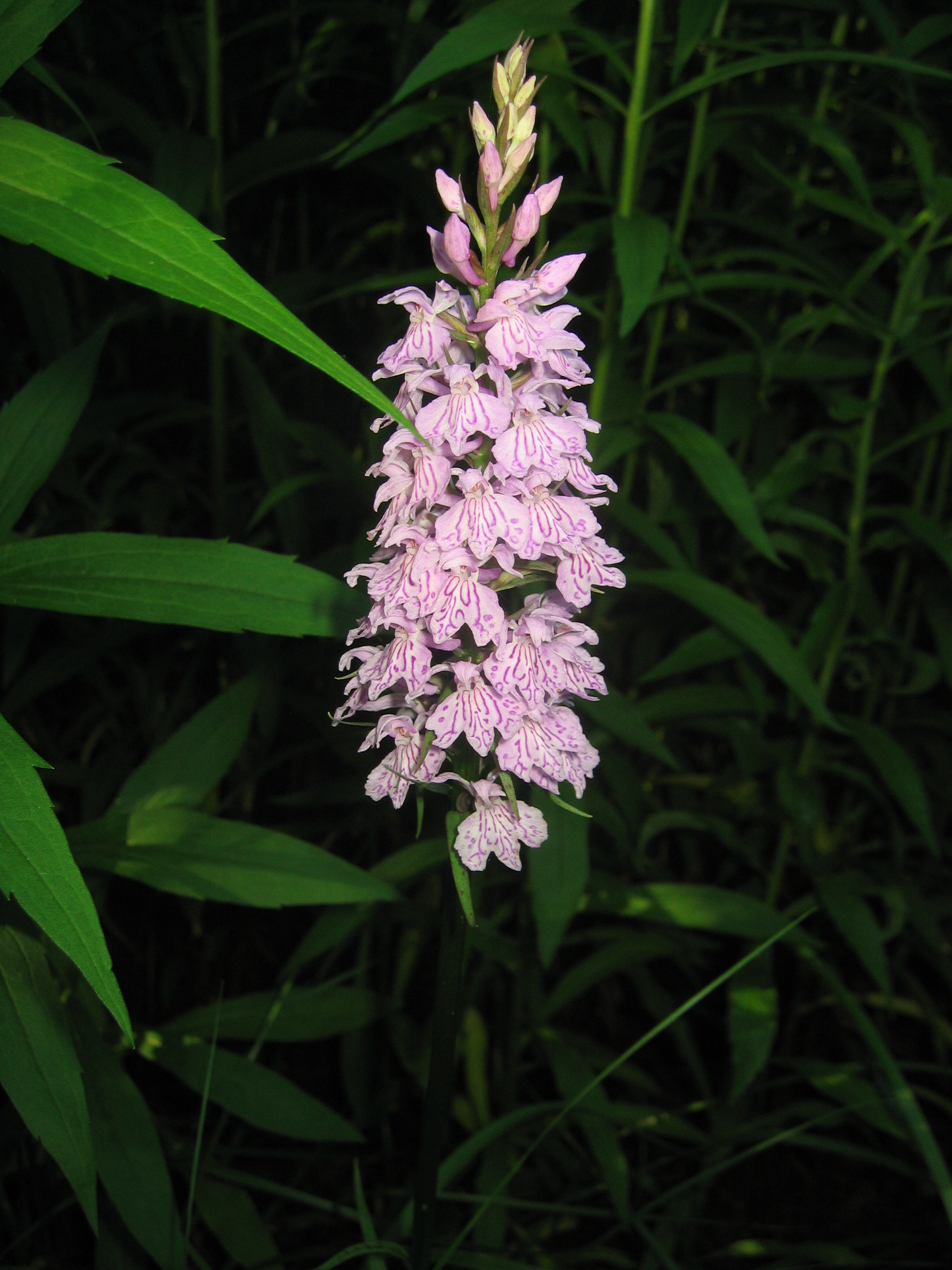
Geflecktes Knabenkraut

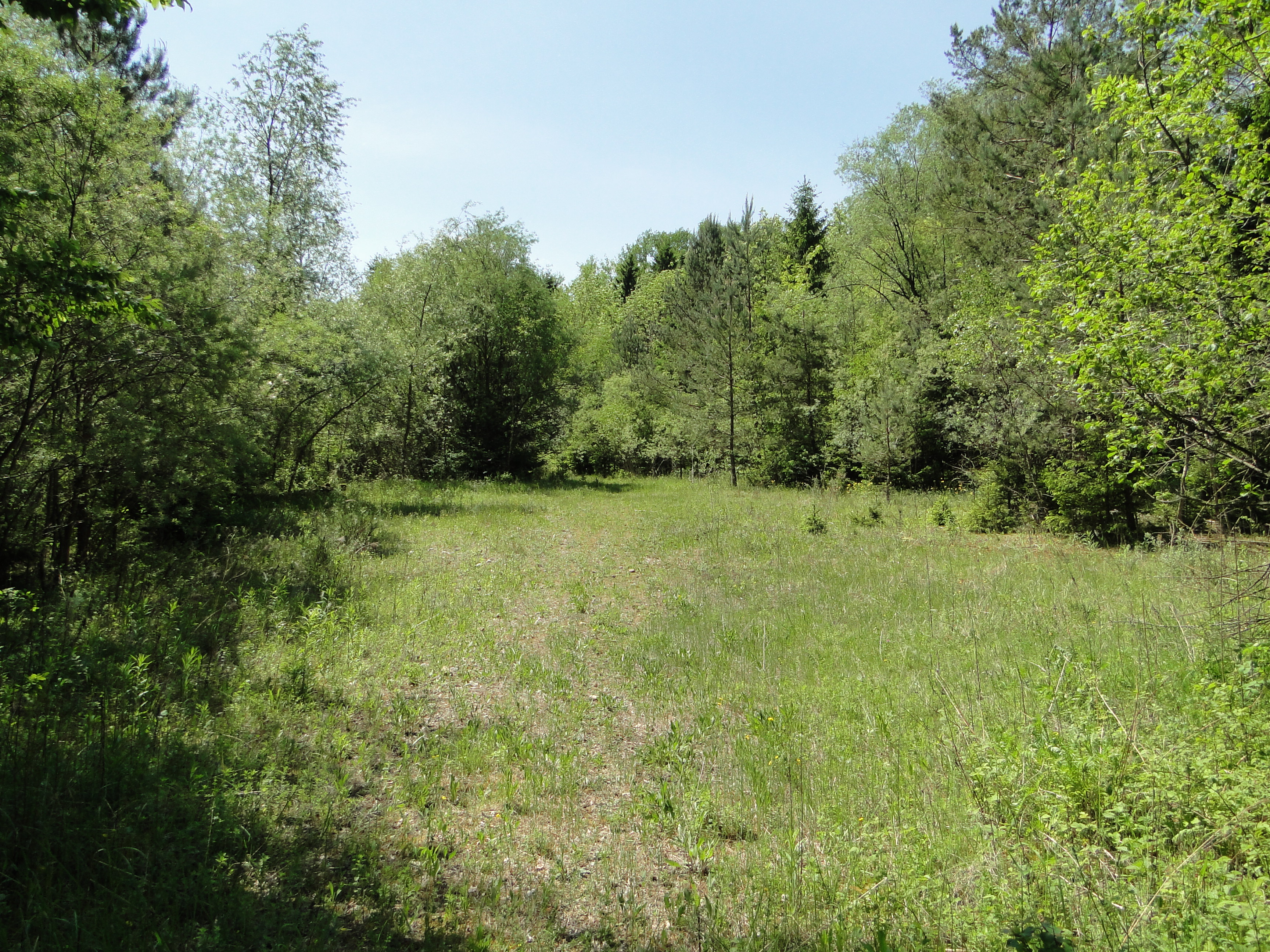
Rohbodenfläche

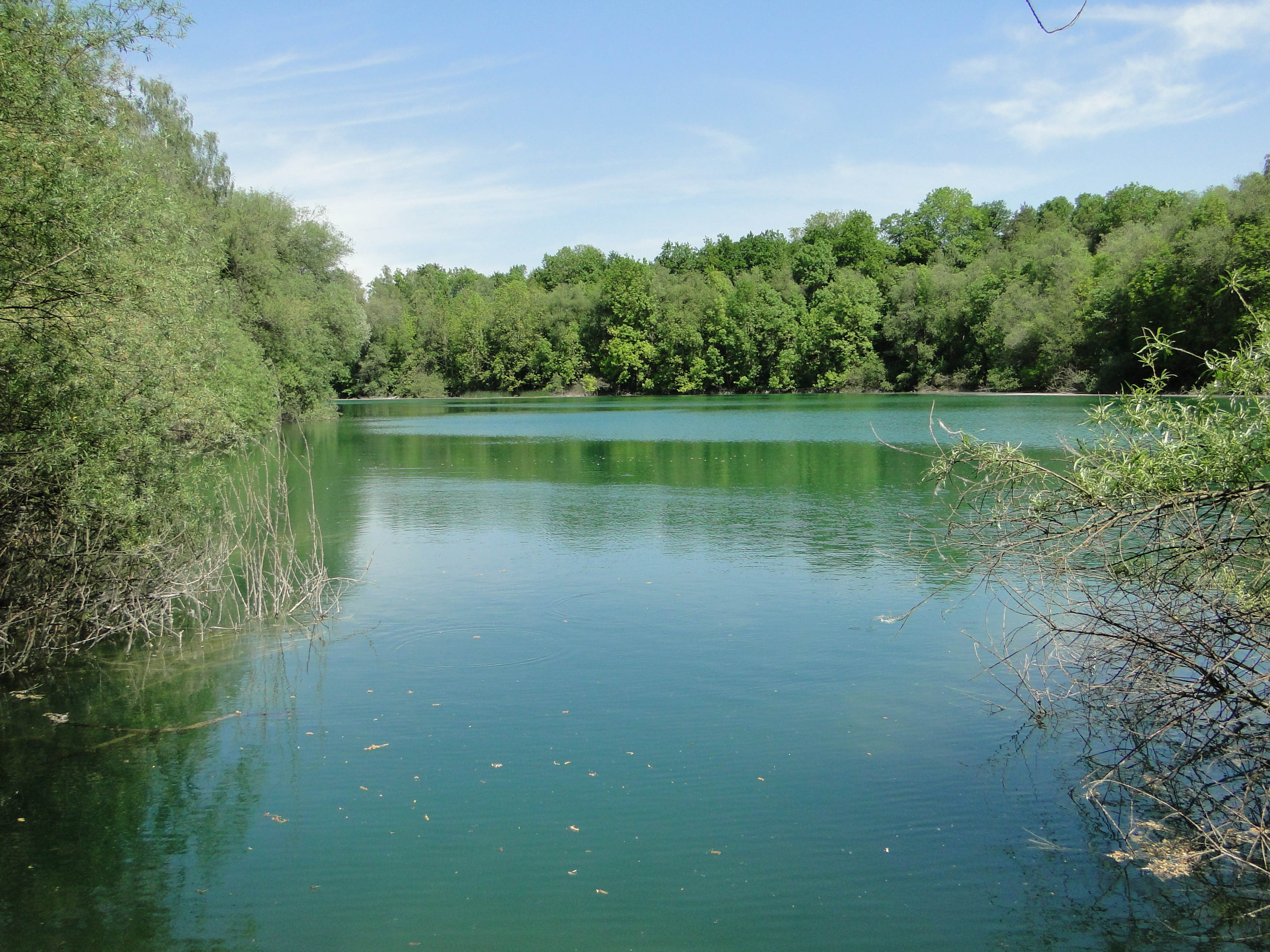
Blick von Süden nach Norden über den nördlichen Baggersee

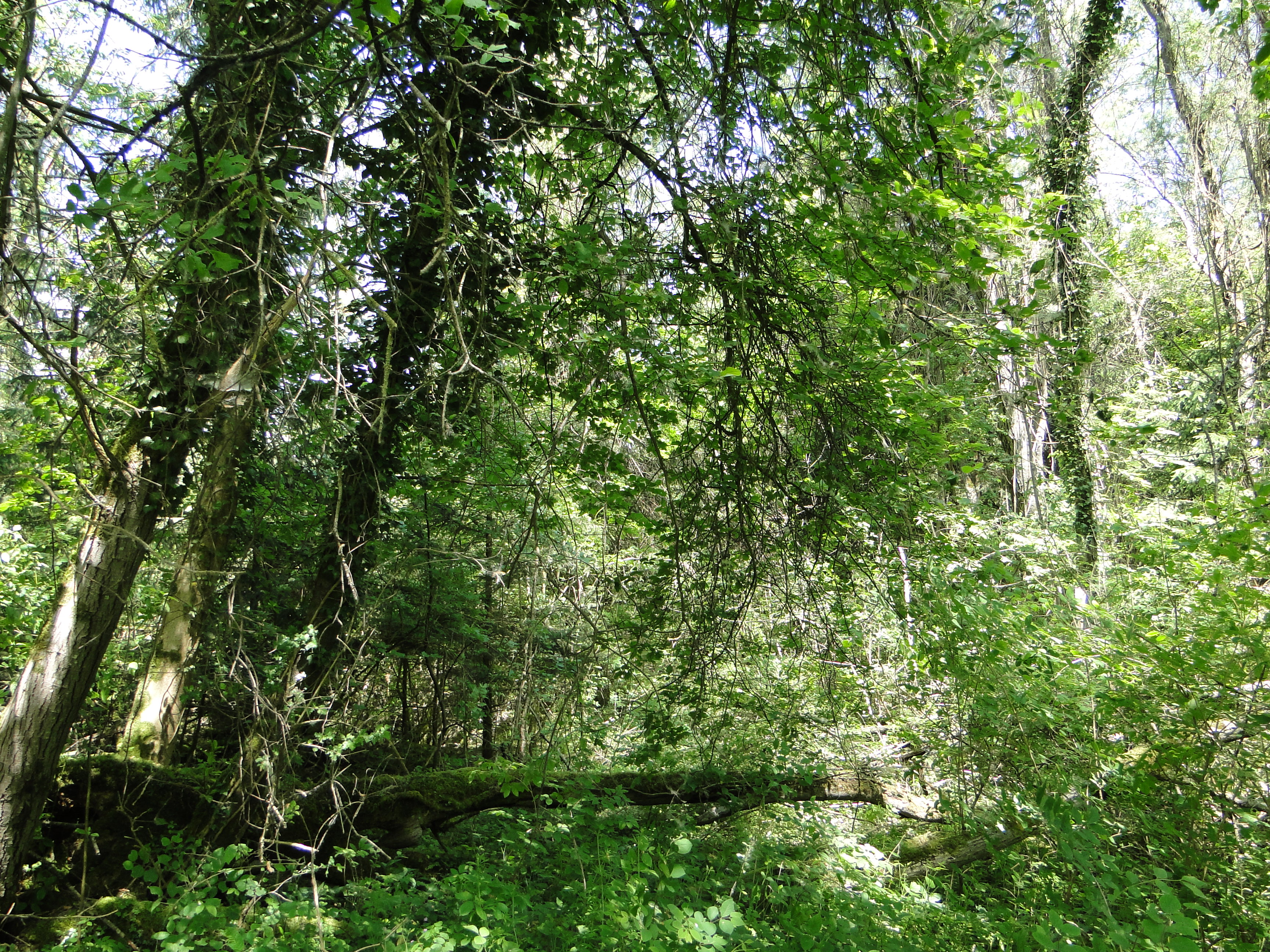
Sekundärurwald

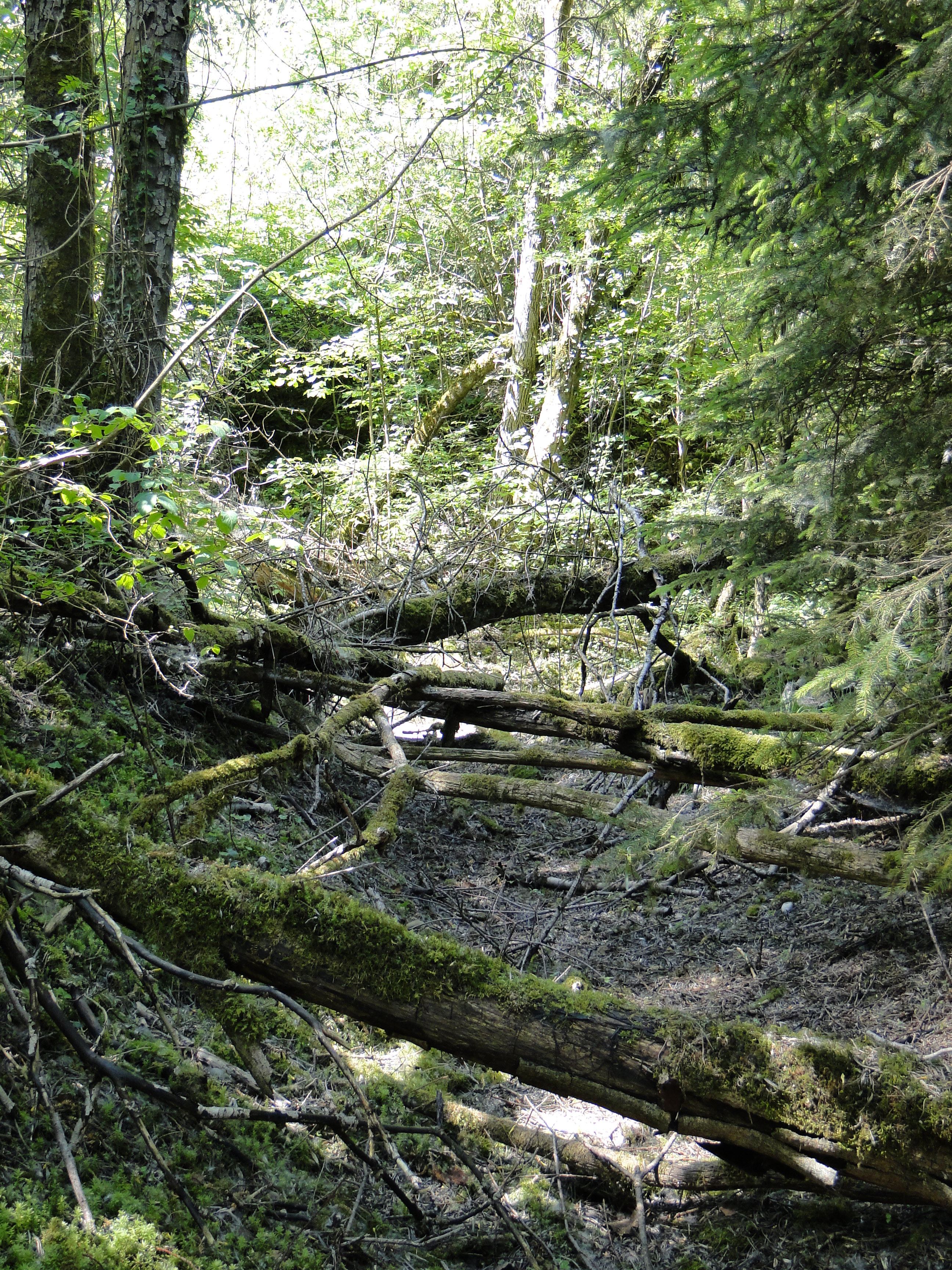
Biotopholz

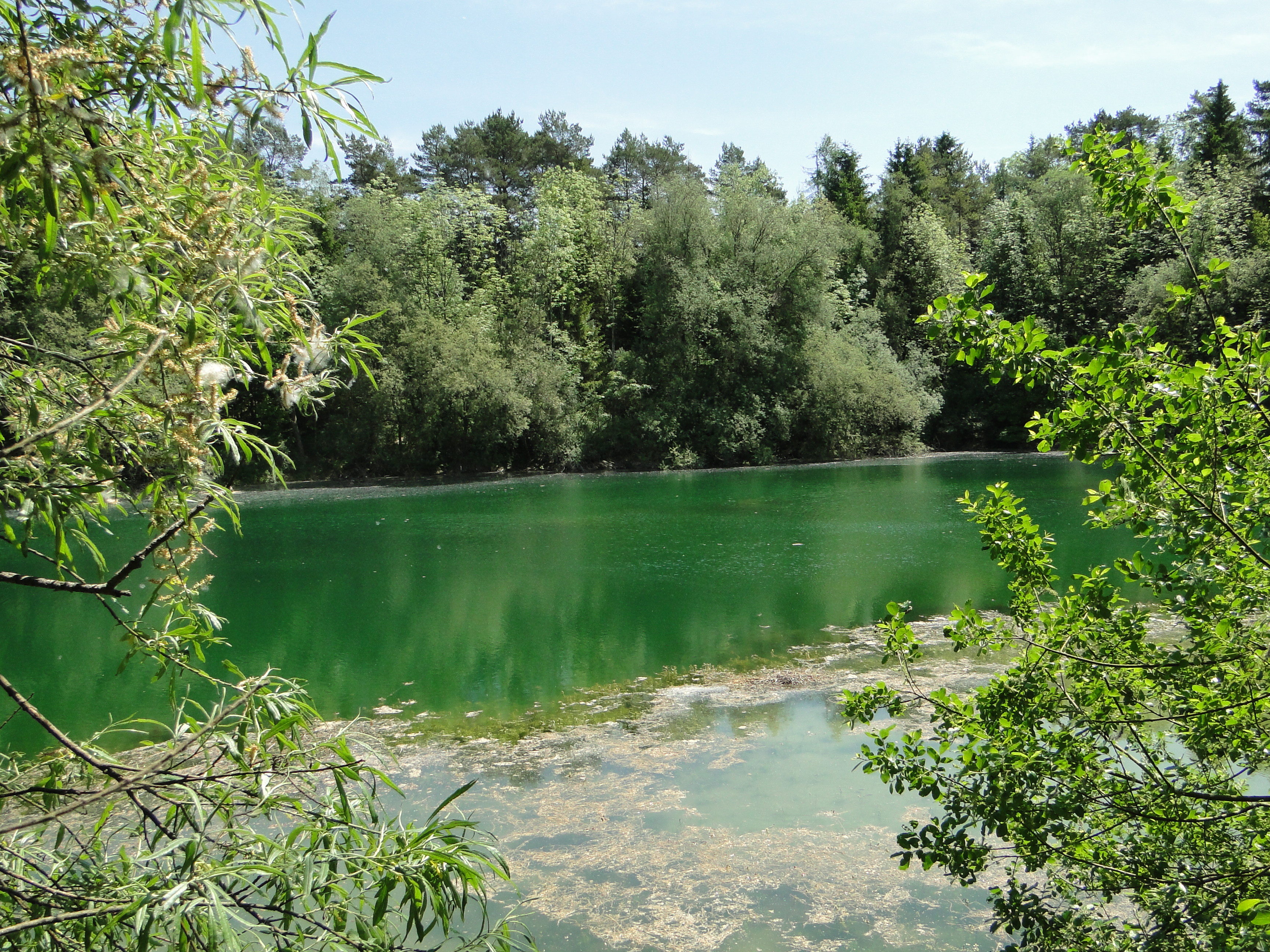
Südlicher Baggersee

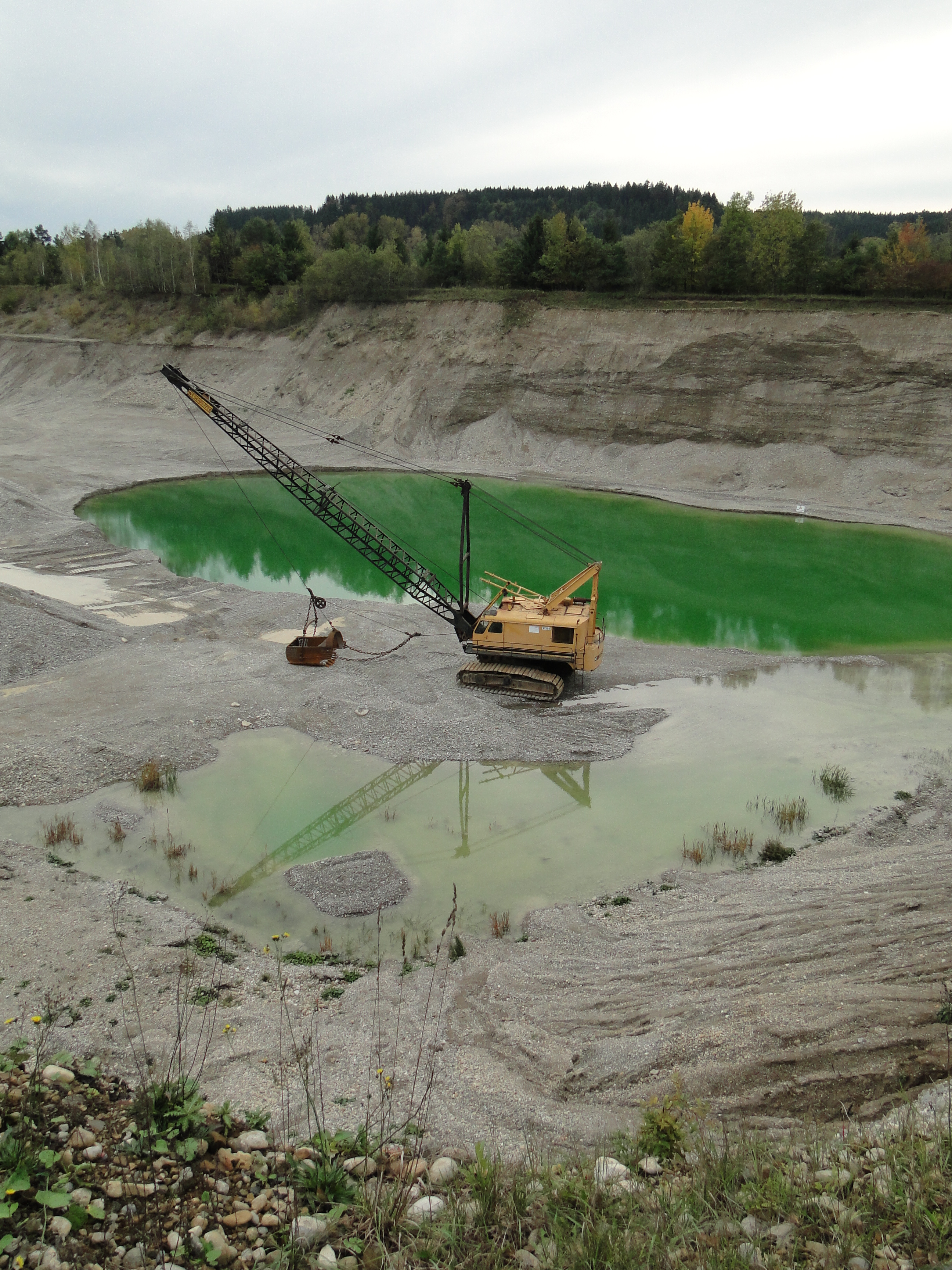
Kiesabbau in der an das NSG anschließenden neuen Kiesgrube

## Flora und Fauna

### Flora
Aus der schützenswerten Pflanzenwelt sind folgende Arten (Auswahl) zu nennen: 
- Magerrasenarten
  - Rosmarin-Weidenröschen (Epilobium dodonaei)
  - Grannen-Klappertopf (Rhinanthus glacialis)
  - Karthäusernelke (Dianthus carthusianorum)
  - Hügel-Vergissmeinnicht (Myosotis ramosissima)
- Orchideen
  - Geflecktes Knabenkraut (Dactylorhiza maculata)
  - Fleischfarbenes Knabenkraut (Dactylorhiza incarnata)
  - Sumpf-Stendelwurz (Epipactis palustris)
- Vegetation der Baggerseen
  - Brunnenkresse-Röhricht: Wasserminze (Menta aquatica), Blauer Wasser-Ehrenpreis (Veronica anagallis-aquatica), Echte Brunnenkresse (Nasturtium officinale), Glieder-Binse (Juncus articulatus), Rohrglanz (Phalaris arundinacea), Kleinblütiges Weidenröschen (Epilobium parviflorum), Zottiges Weidenröschen (Epilobium hirsutum), Acker-Schachtelhalm (Equisetum arvense)
  - Armleuchteralgen (Characeae): Gegensätzliche Armleuchteralge (Chara contraria), Steifhaarige Armleuchteralge (chara hispida)

### Fauna
Aus der schützenswerten Tierwelt sind folgende Spezies (Auswahl) zu nennen: 
- Vogelarten, die auf unbeeinträchtigte, ungestörte Gewässer angewiesen sind.
  - Reiherente
  - Zwergtaucher
  - Blässhuhn
  - Gänsesäger
- Vogelarten, die auf Gewässer in Verbindung mit sandhaltigen Steilwänden angewiesen sind.
  - Uferschwalbe
  - Eisvogel
- Vogelarten, die auf Weichhölzer angewiesen sind.
  - Weidenmeise
  - Gelbspötter
- Vogelarten, die auf Althölzer angewiesen sind.
  - Grauspecht
  - Grünspecht
  - Grauschnäpper
- Vogelarten, die auf ungenutzte und pestizidunbelastete Raine, Böschungen und Gebüsche angewiesen sind.
  - Neuntöter
  - Dorngrasmücke
- Fledermäuse
  - Großer Abendsegler
  - Zwergfledermaus
- Reptilien
  - Ringelnatter
  - Blindschleiche
  - Zauneidechse
  - Bergeidechse
- Amphibien
  - Grasfrosch
  - Grünfrosch
  - Erdkröte
- Libellenarten (16 Arten), z. B.
  - Plattbauch (Libellula depressa)
  - Großer Blaupfeil (Orthetrum cancellatum)
  - Falkenlibelle (Cordulia aenea)
  - Braune Mosaikjungfer ((Aeshna grandis)) (regelmäßiger Beute- und Revierflug)
- Heuschrecken
  - Brauner Grashüpfer (Chorthippus brunneus)
  - Nachtigall-Grashüpfer (Chorthippus biguttulus)
- Tagfalter
  - Großer Schillerfalter (Apatura iris)
  - Schwalbenschwanz (Papilio machaon)

## Geschichte des Naturschutzgebietes
Erstellt vom NABU Aitrach
- 1924 beginnt die Deutsche Reichsbahn mit dem Kiesabbau.
- 1936 wird für den Autobahnbau Ulm-Stuttgart der Kiesabbau ausgeweitet. Der Kiesabbau erfolgt immer noch in Handarbeit.
- 1939 werden die Arbeiter als Soldaten für den Zweiten Weltkrieg benötigt. Als Ersatz für die fehlenden Arbeitskräfte wird ein Eimerleiterbagger eingesetzt.
- 1944 errichten die Zeppelinwerke, Friedrichshafen für die Rüstungsproduktion eine 100 m × 35 m große Halle. Es werden Zwangsarbeiter, die in einem Lager zwischen dem Aitrach-Kanal und der Aitrach untergebracht sind, beschäftigt.
- 1957 erfolgt die Aufnahme des Nassabbaus. Es entstehen zwei bis zu 12 m tiefe Baggerseen. Durch das Kieswaschen entsteht eine große Schwemmfläche im nordwestlichen Abbaugebiet.
- 1965 wird der Kiesabbau eingestellt. Danach findet nur noch Kieslagerung und eine teilweise Auffüllung mit Betonfertigteilen statt.
- 1978 fordert das Landratsamt eine Rekultivierung für landwirtschaftliche Zwecke. Als NABU-Mitglied erkennt der damalige Geschäftsführer die hohe ökologische Bedeutung der bereits stattgefundenen Renaturierung. Da auch die Landwirtschaft kein Interesse an diesem Gelände hat, kann die Rekultivierung unterbleiben.
- 1997 gibt das Regierungspräsidium Tübingen ein Gutachten in Auftrag. Darin wird äußerst detailliert (auf 34 Seiten und mit 5 Karten) die hohe Artenvielfalt der Flora und Fauna sowie die herausragende Bedeutung dieses Geländes dargestellt.
- 2000 erwirbt die Gemeinde Aitrach mit finanziellen Mitteln des Landes aus dem Naturschutzhaushalt das Gelände zum Zwecke des Naturschutzes.
- 2002 baut die Gemeinde Aitrach auf einem Teilbereich einen Sportplatz.
- 2007 wird das restliche ehemalige Kiesabbaugebiet und der daran angrenzende Hang, ein artenreicher Eichen-Hainbuchen-Schattenwald mit hohem Biotopholzanteil, vom Landrat als Naturschutzgebiet „Kiesgrube Aitrach“ ausgewiesen. Der südliche Hang wird allerdings ausgenommen. Es soll als Trasse für die zukünftige L314 dienen.
- 2008 errichtet die Gemeinde Aitrach, gefördert durch PLENUM, einen Vogelbeobachtungsstand am Westufer des nördlichen Sees. Der NABU Aitrach informiert dort über das Naturschutzgebiet.